# 옵투스제약
옵투스제약(Optus Pharmaceutical Co., Ltd.)은 삼천당제약 계열의 대한민국의 제약 기업이다. 본사는 충청북도 청주시 흥덕구 오송읍 오송생명6로 50에 위치해 있으며 대표이사는 박은영이다. 일회용 안구건조증 치료제 시장 점유율이 10.2%로 1위다. 2022년 디에이치피코리아에서 현재의 사명으로 변경하였다.

## 상장
2013년 11월 '하이제1호기업인수목적회사'와 흡수합병을 통하여 코스닥시장에 우회상장하였다.

## 같이 보기
- 삼천당제약

## 참고문헌
1. ↑  옵투스제약, 매출 선봉장 역할 '톡톡', 딜사이트, 2024-05-22
2. ↑  대규모 증설 발표한 옵터스제약, 가치 상승 가능할까, 데일리팜, 2024-06-19
3. ↑  이시우, DHP코리아“옵투스제약으로 사명 변경”, 건강 관리n, 2022-06-03